# Chécy
Chécy é uma comuna francesa na região administrativa do Centro, no departamento Loiret. Estende-se por uma área de 15,47 km². Em 2010 a comuna tinha 8 810 habitantes (densidade: 569,5 hab./km²).